# Буки (Житомирский район)
Буки́ (укр. Буки) — село на Украине, находится в Житомирском районе Житомирской области.
Код КОАТУУ — 1822080601. Население по переписи 2001 года составляет 477 человек. Почтовый индекс — 12423. Телефонный код — 412. Занимает площадь 1,762 км².

## Адрес местного совета
12423, Житомирская область, Житомирский р-н, с. Буки, ул. Гагарина, 2